# Marcus Wallenberg (banchiere 1864)
Marcus Laurentius Wallenberg (Stoccolma, 5 marzo 1864 – Lovön, 22 luglio 1943) è stato un banchiere e imprenditore svedese.

## Biografia
È figlio di André Oscar Wallenberg, fondatore della Stockholms Enskilda Bank. Sua madre era Anna Wallenberg.
Sposò Gertrud Amalia Hagdahl il 19 agosto 1890, dal quale ebbero due figli e una figlia; Jacob, Marcus e Ebba.
Formò entrambi i suoi figli in modo sistematico per prepararli nel mondo bancario.
Lasciò la sua posizione nella Marina svedese all'età di 18 anni per percorrere la laurea in giurisprudenza presso l'università di Uppsala; ricevette il titolo del Circuit Judge nel 1892. Nello stesso anno, suo fratello maggiore Knut Agathon Wallenberg, divenne amministratore delegato di Stockholms Enskilda Bank e lo introdusse a lavorare con lui nella posizione di vice presidente della banca.
Suo fratello maggiore si ritirò come amministratore delegato nell'anno 1911, e lui ne divenne successore. Servì come amministratore delegato fino all'anno '20. Diresse la banca per decenni.
Morì all'età di 79 anni. Venne tumulato nel Wallenberg-Mausoleo a Malmvik, Comune di Ekerö.

## Onorificenze e premi
- Comandante Grande Croce dell'Ordine di Vasa
- Commendatore di Grande Croce dell'Ordine della Corona d'Italia
- Commendatore di Grande Croce dell'Ordine di Sant'Olav
- Commendatore di Grande Croce della decorazione d'onore per i servizi alla Repubblica d'Austria
- Grand'ufficiale della Legion d'Onore
- Terza classe dell'Ordine del Sol Levante
- Membro dell'Accademia reale svedese delle scienze
- Primo membro onorario della Royal Swedish Academy of Engineering Sciences